# Annemiek Jetten
A.M.M. (Annemiek) Jetten (Belfeld, 18 juli 1963) is een Nederlands jurist, PvdA-politica en bestuurder. Sinds 29 maart 2023 is zij lid van het algemeen bestuur van het waterschap Brabantse Delta.    

## Biografie
Jetten is afgestudeerd in het fiscaal recht. Van 1988 tot 2013 was zij vanuit een juridische achtergrond werkzaam bij de overheid en in het bedrijfsleven; bij een adviesbureau voor interim-management en mediation in het openbaar bestuur. In juli 2013 werd zij burgemeester van Sluis in Zeeuws-Vlaanderen. Van 9 januari 2017 tot 5 december 2019 was zij burgemeester van de gemeente Vlaardingen. Op 5 december 2019 nam zij zonder voorafgaande aankondiging per direct ontslag als burgemeester. Ze werd opgevolgd door Bas Eenhoorn.
Per 7 juni 2021 is Jetten aangesteld als waarnemend burgemeester van de gemeente Papendrecht, als opvolger van burgemeester Aart-Jan Moerkerke. Op 8 februari 2023 werd Margreet van Driel burgemeester van Papendrecht. Bij de waterschapsverkiezingen 2023 was Jetten lijsttrekker van de PvdA in het waterschap Brabantse Delta. Sinds 29 maart dat jaar is ze er lid van het algemeen bestuur.
Jetten is voorzitter van de raad van toezicht van Kempenhaeghe te Heeze en van WijZijn Traversegroep te Bergen op Zoom, lid van de raad van toezicht van Stichting Dorp, Stad en Land en van de Stichting Verenigde Wijkcentra te Bergen op Zoom, beschermvrouwe van Fier, een landelijk expertise- en behandelcentrum onder andere ten behoeve van huiselijk geweld, en lid van de adviesraad van Odensehuizen Nederland.
Per 30 juni 2023 is Jetten benoemd tot interim-directeur bij Afvalzorg, beheerder van afvalstortlocaties, in Nauerna.